# 舊主秘公館
24°45′19″N 121°45′00″E / 24.755173°N 121.750036°E
宜蘭舊主秘公館，位於臺灣宜蘭縣宜蘭市南門里，過去為臺灣日治時期宜蘭廳庶務課長官舍，戰後時期到1997年作宜蘭縣政府主任秘書官舍，今列歷史建築，以餐廳作活化。

## 歷史

### 政府宿舍

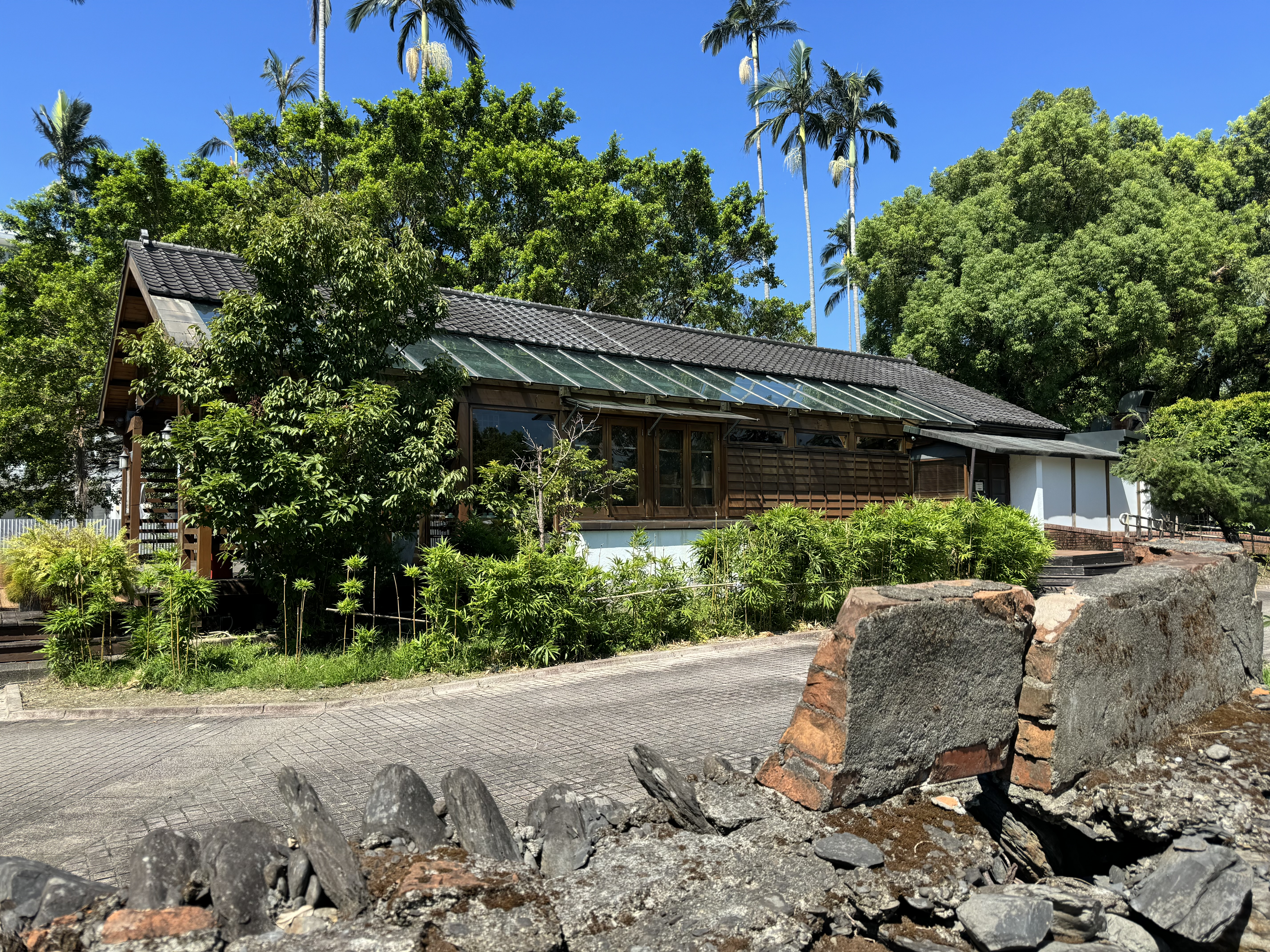
宜蘭舊主秘公館背側與石頭矮牆

西鄉菊次郎任職宜蘭廳長期間，於噶瑪蘭廳城南門外興建行政區，成為日本人公共建築、設施的集中地。從1904年建立，到1906年完工。其中就包含宜蘭廳庶務課長官舍等14棟文官官舍。相較於作為校長宿舍的舊農校校長宿舍採用二重梁小屋，庶務課長官舍屋架簡潔、單純，主體為桁架式木構造（洋小屋組）。
1950年10月10日，宜蘭設縣。宜蘭廳庶務課長官舍就成為縣政府主任秘書宿舍，直到1997年1月27日縣府搬遷。
1998年，縣府委託大藏規劃設計公司規劃，配合原縣長公館，將舊主秘公館改叫「石頭城人文資料館」，以展示宜蘭城變遷與風貌有關的文物資料、提供宜蘭觀光旅遊資訊。此名「石頭城」是因舊城南路有東西向長約70公尺的石頭矮牆。至2001年，蘭陽博物館決定原主秘公館改名「南門藝文之家」，設置露天表演舞台。該年夏，原主秘公館與舊糧食局宜蘭辦公廳、舊宜蘭監獄門廳、西鄉廳憲德政碑、舊農校校長宿舍都列為歷史建築。

### 民間活化

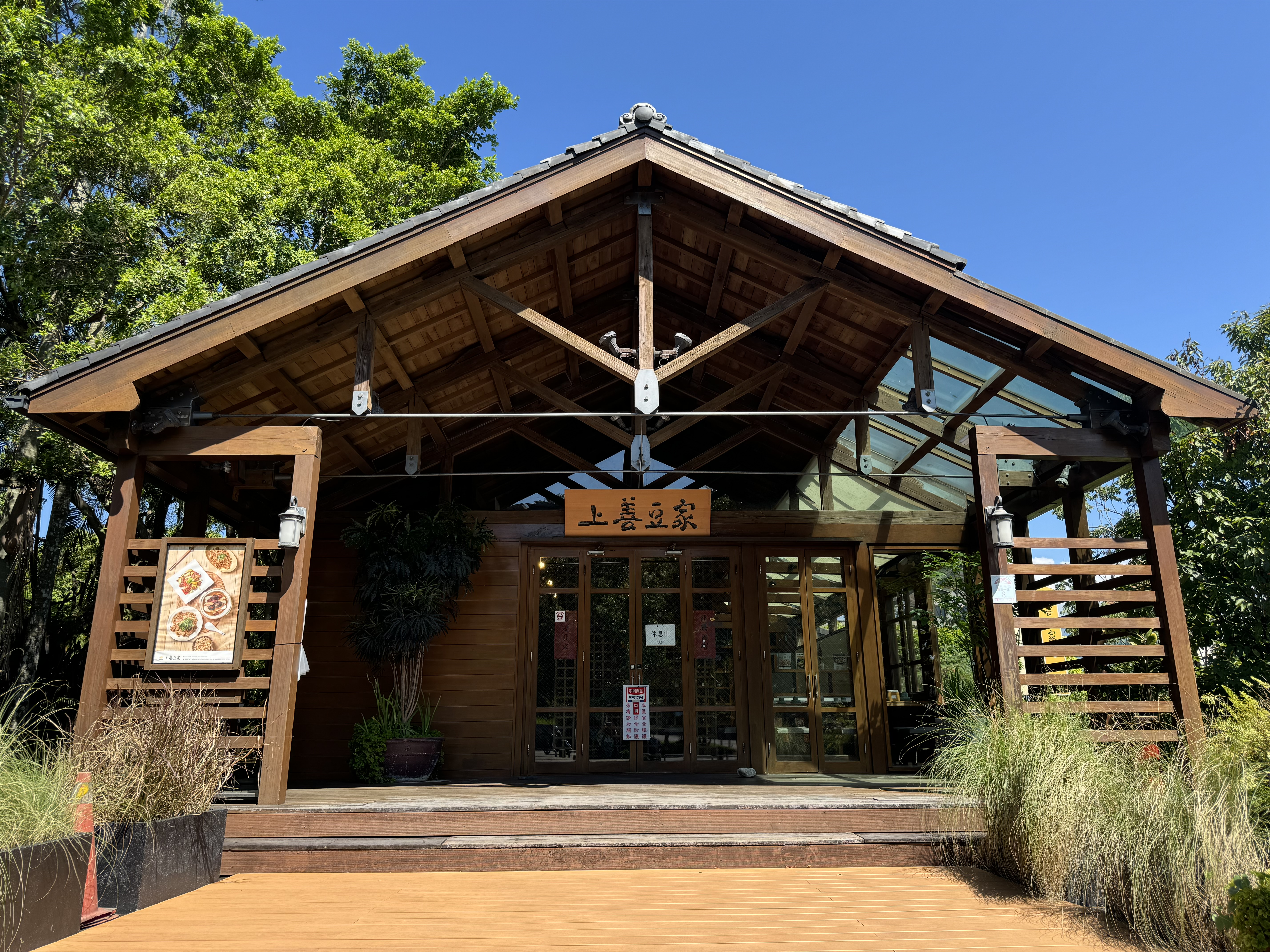
舊主秘公館旁側新入口

原先文建會只對舊主祕公館僅補助新台幣800萬元作整修，之後提高到1300多萬元。2002年4月6日，由東曜營造以1600多萬元開始整修。廠商以「以提高實用與空間感」為由，修改局部空間。參與修復的匠師李慶堂表示，除屋頂顏色較深的桁架為原物保留，其他就是依原構造新作，像是前門入口門廊橫木格柵、外牆雨淋板的切水板、格柵窗等。改造後，兩跨空間改為半戶外空間、外觀立面簡化、牆面開口加大。此外，磚造地基改以水泥施作。2003年農曆年前竣工後，文化局接獲不少民眾反映，指舊主秘公館「全新改裝」無法呈現原味。
2003年1月25日到3月2日，舊主秘公館以餐廳進行試營運。9月20日，以取自宜蘭市舊稱的「九芎埕」為名，由縣政府委託給仰山文教基金會經營兩年，成為宜蘭縣首座委託公辦民營的閒置歷史空間。2004年3月11日，附近12戶舊宿舍開始拆除。2006年6月30日，改以餐廳作活化經營，由縣長呂國華等人主持揭幕。2007年8月29日，宜蘭縣政府表揚修繕後的舊主秘公館為優良綠建築。